# Psychotria scabrifolia
Psychotria scabrifolia är en måreväxtart som beskrevs av Henry Hurd Rusby. Psychotria scabrifolia ingår i släktet Psychotria och familjen måreväxter. Inga underarter finns listade i Catalogue of Life.